# Lomgöl (Hjorteds socken, Småland, 638983-153662)
Lomgöl är en sjö i Västerviks kommun i Småland och ingår i Botorpsströmmen-Marströmmens kustområde.